# Chironex fleckeri
Espèce
La cuboméduse d'Australie (Chironex fleckeri), aussi appelée piqueur marin, guêpe de mer, main de la mort, main qui tue, méduse-boîte ou dard marin, est une méduse cubozoa de la famille des Chirodropidae.

## Nom binomial
Le nom de genre Chironex est une combinaison du grec khiro, main et nex, tuer, allusion à la taille de la méduse et son caractère venimeux. L'épithète fait référence au toxicologue Hugo Flecker (en) qui l'a identifiée.

## Description
Cette méduse est la plus grande des méduses cubozoaires pesant 2 à 6 kg. De forme carrée et peut devenir aussi grosse qu'une balle de baseball. Sa grande cloche en forme de parapluie est associée à quatre faisceaux de tentacules émergeant des quatre coins de la cloche. Dans chacun des coins se trouve un groupe de 15 tentacules pouvant atteindre 5 m de long. Chaque tentacule contient des millions de nématocystes, qui sont des structures microscopiques dans lesquels le venin est retenu et délivré. Cette méduse a quatre grappes d'yeux avec 24 yeux. Cette espèce est de couleur bleu pâle et présente une symétrie radiale. Avec une seule ouverture (la bouche et l'entrée de la cavité) son corps englobe un seul espace corporel en forme de sac,.

## Habitat et répartition

Carte de répartition.

On trouve cette cuboméduse dans l'ouest de l'océan Pacifique tropical, au nord de la Papouasie-Nouvelle-Guinéeet jusqu'aux Philippines et au Vietnam.
Jusqu'à récemment, on pensait que les méduses australiennes étaient rares dans les eaux profondes, car les relevés marins de la Grande Barrière de Corail en ont trouvé peu loin du rivage ou plus de 5 m de profondeur. Cependant, une étude vidéo opportuniste en haute mer dans le nord-ouest de l'Australie en a trouvé un grand nombre à des profondeurs de 39 à 56 m (64 dans un remorquage de 1500 m). Ces animaux habitent également les rivières peu profondes pendant la saison de reproduction et pendant leur stade polype. Une fois que les jeunes méduses deviennent méduses, elles suivent la rivière jusqu'à la mer.

## Alimentation
Elle se nourrit principalement de petits poissons et de crevettes. Elle a tendance à se nourrir principalement de crevettes, Acetes australis. Cette méduse compte sur ses tentacules venimeux pour capturer ses proies. Les millions de nématocystes sur ses tentacules délivrent des doses mortelles de venin à ses proies, les immobilisant ou les tuant en peu de temps. C'est un chasseur de jour car on le voit se reposer sur le fond de l'océan la nuit.

## Prédateurs
La tortue verte Chelonia mydas est l'unique prédateur connu de la méduse-boîte, insensible à ses piqûres en raison de sa peau épaisse qui ne permet pas au venin de la méduse de la pénétrer.

## Cycle de vie

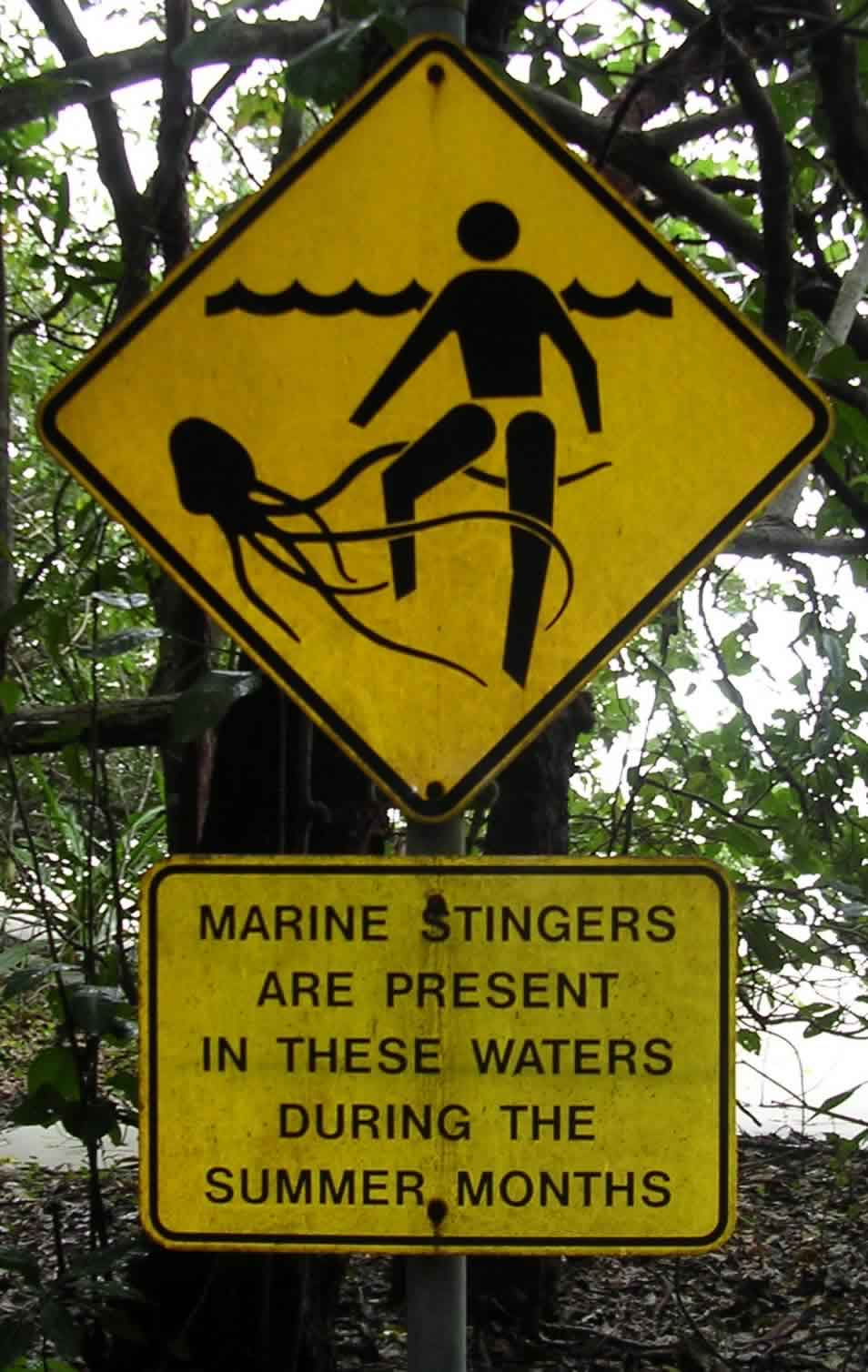
Panneau indiquant la présence de cuboméduses dans les eaux, situé en Australie (Queensland)

Chironex fleckeri n'est pas une « méduse » au sens classique (classe des Scyphozoa) mais une « cuboméduse » (Cubozoa), un groupe d'animaux assez différent malgré certaines ressemblances, souvent plus petits et plus dangereux.
Comme toutes les méduses, Chironex fleckeri commencent leur vie en tant que planula, puis passent par le stade du polype. La forme pélagique (méduse) est la forme reproductive.
Les adultes se reproduisent dans la grande barrière de corail, avec la fin de l’été. Les planulas se transforment en polypes sessiles l’automne de 1 à 2 mm avec deux tentacules et au printemps en suivant les jeunes méduses, gagnent le large. Le corps adulte (cubique) de la cuboméduse peut être aussi gros qu’une pastèque, et elle possède 60 tentacules longs d’environ 4 mètres, pour 6 mm d’épaisseur.
Ces polypes s'attachent à des surfaces dures et peuvent se reproduire sexuellement par bourgeonnement. Après une phase de métamorphose en jeunes méduses, elles migrent des rivières d'eau douce vers la mer. En mer, la méduse atteint sa maturité et sa taille maximale, vivant généralement jusqu'à un an, période après laquelle elle meurt après la ponte.

## La méduse la plus venimeuse
Parmi les 10 000 espèces de Cnidaria connues, environ 100 peuvent représenter un danger pour l'Homme. En Australie, la méduse australienne a causé plus de 70 piqûres mortelles depuis 1883, principalement le long des côtes du Queensland. Les cubozoaires comprennent également plusieurs espèces de méduses-boîtes à tentacules, dont certaines provoquent le syndrome d'Irukandji.
Cette espèce est reconnue comme étant la méduse la plus mortelle, responsable du syndrome d'Irukandji. Les piqûres, résultant du contact avec les nématocystes des tentacules, libèrent des fléchettes empoisonnées contenant des porines, des peptides neurologiques et des lipides bioactifs, potentiellement suffisants pour tuer 60 adultes. La toxine de ces méduses, qui est injectée dans la peau, a des effets directs sur les muscles et les nerfs, et peut causer des complications immunologiques chroniques.
La gravité de la piqûre est liée à la taille de la méduse (celles avec une cloche de plus de 150 mm sont considérées comme très dangereuses).
Les symptômes cutanés surviennent immédiatement après le contact et comprennent :
- des douleurs et démangeaisons dans la zone de contact,
- des stries linéaires de couleur brun-violet et jusqu'à 10 mm de largeur,
- des lésions qui peuvent être en apparence hémorragiques,
- des ampoules qui peuvent se former dans les minutes qui suivent le contact,
- une nécrose cutanée de pleine épaisseur qui peut survenir 1 à 2 semaines plus tard,
- une hypopigmentation ou une hyperpigmentation en forme de fouet.

La réponse à l'empoisonnement de ces méduses varie d'une personne à l'autre en fonction de la façon dont le derme peut éliminer les chitines irritantes (l'exosquelette des méduses) de la peau.
S'ensuit des difficultés à respirer, une baisse de la pression artérielle, une irritabilité et agitation, un évanouissement voire un effondrement, des arythmies cardiaques et potentiellement un arrêt cardiaque (la réaction variant selon la sensibilité individuelle). Si la longueur totale estimée des zébrures est de plus de 700 mm[pas clair], l'inconscience s'ensuit rapidement aboutissant à une mort douloureuse après 5 à 20 minutes. Avec leur masse corporelle inférieure, les enfants sont les plus vulnérables.
D'une manière générale, la Chironex fleckeri ne cible pas intentionnellement les humains[réf. nécessaire]. Comme toutes les méduses venimeuses, cet animal n'a aucune envie de s'attaquer à une proie qu'elle ne pourrait pas ingérer, et il a d'ailleurs été constaté à maintes reprises qu'elle tente d'éviter un obstacle de taille dès qu'elle le détecte [réf. nécessaire]. Dans les cas de piqûres constatées, ce sont des baigneurs qui sont entrés involontairement en contact avec elle, ses tentacules très fins et difficilement visibles mesurant jusqu'à plus de trois mètres de long.
Leurs nématocystes (cellules venimeuses) comportent un cil sensible chimiquement au contact avec une substance qui se trouve sur les poissons, les crustacés et les humains. Ils comportent à l'intérieur une fine et longue pointe. Dès qu'ils se déclenchent, cette pointe est retournée, son intérieur devenant son extérieur, elle est projetée en 600 nanosecondes[réf. nécessaire], et injecte son venin directement dans le sang. La petite taille des filaments urticants a pour conséquence qu’une simple tenue de protection (type combinaison de plongée ou rashguard) suffit pour se prémunir des piqûres.
Un tentacule contient cinq millions de nématocystes, le venin pénètre donc sur une très large surface (on estime qu’il faut un contact minimum sur 3 mètres de tentacules pour délivrer une dose létale).
Une piqûre de cette méduse provoque une paralysie respiratoire et cardiaque (dans les cas mortels, le cœur reste en état contracté) en quelques minutes. Il existe depuis les années 1970 un anti-venin efficace disponible dans les trousses des secouristes sur les plages touchées par les méduses, mais il n'empêche pas les cas mortels, l'intervention des secours et le temps d'action de cet anti-venin étant parfois trop long. Par ailleurs, la souffrance générée par sa piqûre dépassant les pics de douleurs les plus extrêmes, les victimes sont susceptibles de s’évanouir et donc de se noyer avant d’avoir pu être sorties de l’eau pour bénéficier d'un anti-venin. Malgré tout une fillette australienne de 10 ans, Rachael Shardlow, a survécu à une piqûre sévère dans la rivière Calliope, près de Gladstone, dans le Queensland en décembre 2009.

## D'autres informations relatives aux piqûres
- Les méduses-boîtes sont le plus souvent présentes dans les eaux tropicales australiennes de novembre à avril de chaque année, 8 % des piqûres se produisant en dehors de cette période.
- Les piqûres se produisent le plus souvent chez les hommes adultes dans l'eau de moins de 100 m de profondeur.
- Environ 37% des piqûres de méduses australiennes se produisent chez les enfants
- Les piqûres se produisent le plus souvent chez les personnes qui entrent dans l'eau entre 15h et 18h, avec une marée sortante.
- La pluie et les vents forts, mais pas le temps nuageux, sont un moyen de dissuasion pour les méduses.

Les piqûres de la méduse australienne sont difficiles à étudier car il est difficile de collecter du venin pur sans contamination. Jusqu'à récemment la méthode d'extraction des toxines la plus utilisée consistait à pulvériser les tentacules et les nématocystes par des températures et un pH défavorable. Enfin le venin est propagé par des minuscules nématocystes, chacun contenant des picogrammes (milliardième de gramme) de protéines.

## Différents protocoles
En cas de piqûre, vu l'extrême dangerosité du venin et la douleur insupportable générée, il faut appeler immédiatement une aide médicale (numéro d’urgence australien 000) puis appliquer les premiers soins : rincer la zone piquée avec du vinaigre (mais ne jamais rincer à l'eau douce, ni frotter, car cela stimule la libération du venin) puis retirer les tentacules à l'aide d'une pince et enfin appliquer une vessie de glace ; de plus, le bouche-à-bouche en cas de difficultés respiratoires ou le massage cardiaque (la plupart des cas mortels sont dus à une défaillance cardiaque) sont souvent indispensables à la survie de la victime en attendant les secours et des moyens médicaux plus importants.
La chaleur n'est pas recommandée dans le cadre du traitement standard, bien qu'elle puisse réduire la létalité du venin lorsqu'elle est maintenue à plus de 43°C, car l'utilisation de la chaleur peut dissuader des efforts précieux de contrôles des symptômes et de réanimation. De plus, n'appliquez pas de bandages d'immobilisation sous pression, car ils peuvent déclencher une nouvelle décharge de toxines.
Une mesure de protection artisanale et ancienne consiste à utiliser des collants en nylon (un utilisé "normalement" en dessous de la taille, et un autre pour les bras et le torse). Les nématocystes (cellules venimeuses) comportent un cil sensible chimiquement au contact avec les êtres vivants, le venin est économisé et non injecté au contact avec des substances inertes comme les rochers... ou le nylon. Cette méthode très économique reste d'actualité malgré le développement d'équipements de protection individuelle (combinaisons intégrales, plus pratiques mais beaucoup plus onéreuses, crèmes anti-méduse) ou collective (filets anti-méduses), mais le coût élevé rend leur généralisation difficile, ils n'arrêtent pas d'autres méduses plus petites et néanmoins très irritantes. De plus, ces filets peuvent favoriser la formation d'une soupe urticante: Les méduses vont s’écraser contre les mailles, d’autres animaux aussi, au demeurant. Stressées, elles vont secréter un mucus urticant et leurs tentacules vont se briser tout en restant venimeux. De plus, la prise de ces animaux dans des filets induit la production de spermatozoïdes et d'ovules, ce qui favorise la pullulation de méduses. D'autres moyens de prévention sont la pose de panneaux d’informations, les baignades déconseillées entre novembre et mai, la prévention par modélisation pour alerter le public de l'avancée des méduses. La pose de balises acoustiques miniaturisées sur ces méduses permet en effet d'évaluer la variabilité saisonnière de l’abondance de cet animal dangereux sur les plages australiennes dans le cadre de modèles de gestion des risques,.
En 1997, la société israélienne Nidaria a isolé un composé du mucus extra-corporel des méduses qui neutralise la contraction des cnidocytes et empêche ainsi l’éjection du filament. Synthétisé et incorporé dans une crème solaire, ce produit serait un anti-méduse efficace contre les Chironex. Le danger de ce produit est que les études sur lesquelles il s'appuie ne prouvent pas son efficacité sur cette espèce mortelle selon la biologiste Lisa-ann Gershwin (en), et qu'il pourrait donner un faux sentiment de sécurité aux clients qui s'enduisent de cette crème.